# Santa Cristina Gherdëina
Santa Cristina Gherdëina (alemany St.Christina in Gröden, italià Santa Cristina Valgardena) és un municipi italià, dins de la província autònoma de Tirol del Sud. És un dels municipis de la vall de Gherdëina (Ladínia). L'any 2007 tenia 1.840 habitants. Limita amb els municipis de Campitello di Fassa (Trento), Kastelruth, Villnöß, Urtijëi, San Martin de Tor i Sëlva.

## Situació lingüística
| Pertinença lingüística (cens 2001) | 5,68% alemany |
| Pertinença lingüística (cens 2001) | 3,12% italià  |
| Pertinença lingüística (cens 2001) | 91,20% ladí   |

## Administració

Territori comunal

| Període | Identitat     | Partit |
| ------- | ------------- | ------ |
| 2004-   | Bruno Senoner | SVP    |